# 𐤍
La nun (𐤍) es la decimocuarta letra del alfabeto fenicio. Representaba el sonido sonante, nasal y alveolar transliterado como /n/. De esta letra derivan la nun siríaca (ܢ), la nun hebrea (נ), la nūn árabe (ﻥ), la ni (Ν) griega, la N latina y la Н cirílica.

## Historia
Su significado originario más probable es «serpiente» o «anguila». En arameo nun significa «serpiente», término que en hebreo es nakhash. En fenicio, como en árabe, nūn significa «pez» o «bestia marina», de donde se extrae la hipótesis de que se refiera a algún tipo de animal marino, como una anguila. El glifo guarda una gran semejanza con el jeroglífico egipcio de serpiente.

### Origen
Se cree que nun deriva del jeroglífico egipcio de serpiente (la palabra hebrea para serpiente, nachash comienza con nun). Sin embargo, la letra fenicia tomó el nombre nūn que significa "pez", pero se ha sugerido que el nombre original desciende de una hipotética palabra protocananea naḥš "serpiente", basada en el nombre en etíope. Otras fuentes han planteado la hipótesis de que su origen es un jeroglífico de pez en el agua (en arameo y acadio nun significa pez y en árabe nūn significa pez grande o ballena). 
| I10 |

### Evolución
| Fenicio | Púnico | Arameo   | Arameo  | Arameo | Arameo    |
| Fenicio | Púnico | Imperial | Nabateo | Hatreo | Palmireno |
| ------- | ------ | -------- | ------- | ------ | --------- |
|         |        |          |         |        |           |

## Descendientes

### Alfabeto árabe
La letra se llama nūn y se escribe de varias maneras dependiendo de su posición en la palabra.
| Posición | Aislada | Final | Media | Inicial |
| -------- | ------- | ----- | ----- | ------- |
| Forma:   | ن       | ـن    | ـنـ   | نـ      |

### Alfabeto hebreo
Su nombre hebreo es נוּן. Nun representa una nasal alveolar, (AFI : /n/), como la letra N.
Nun, como Kaph, Mem, Pe y Tzadi, tiene una forma final, utilizada al final de las palabras. Su forma cambia de נ a ן. También hay nueve casos de una nun invertida (׆) en el Tanaj. En fuentes sans-serif puede aparece con o sin gancho superior, por ejemplo: ן, ן.

## Codificación digital
| Carácter      | ܢ                 | ܢ                 | ࠍ                    | ࠍ                    |
| ------------- | ----------------- | ----------------- | -------------------- | -------------------- |
| Unicode       | SYRIAC LETTER NUN | SYRIAC LETTER NUN | SAMARITAN LETTER NUN | SAMARITAN LETTER NUN |
| Codificación  | decimal           | hex               | decimal              | hex                  |
| Unicode       | 1826              | U+0722            | 2061                 | U+080D               |
| UTF-8         | 220 162           | DC A2             | 224 160 141          | E0 A0 8D             |
| Ref. numérica | &#1826;           | &#x722;           | &#2061;              | &#x80D;              |

| Carácter      | 𐎐                   | 𐎐                   | 𐡍                           | 𐡍                           | 𐤍                     | 𐤍                     |
| ------------- | ------------------- | ------------------- | --------------------------- | --------------------------- | --------------------- | --------------------- |
| Unicode       | UGARITIC LETTER NUN | UGARITIC LETTER NUN | IMPERIAL ARAMAIC LETTER NUN | IMPERIAL ARAMAIC LETTER NUN | PHOENICIAN LETTER NUN | PHOENICIAN LETTER NUN |
| Codificación  | decimal             | hex                 | decimal                     | hex                         | decimal               | hex                   |
| Unicode       | 66448               | U+10390             | 67661                       | U+1084D                     | 67853                 | U+1090D               |
| UTF-8         | 240 144 142 144     | F0 90 8E 90         | 240 144 161 141             | F0 90 A1 8D                 | 240 144 164 141       | F0 90 A4 8D           |
| Ref. numérica | &#66448;            | &#x10390;           | &#67661;                    | &#x1084D;                   | &#67853;              | &#x1090D;             |